# Nabilatuk (district)
Nabilatuk is een district in het noorden van Oeganda. Hoofdstad van het district is de stad Nabilatuk. Het district telde in 2020 naar schatting 89.700 inwoners op een oppervlakte van 1805 km².
Het district is opgericht in 2018 door afsplitsing van het district Nakapiripirit. Het district is onderverdeeld in drie sub-county's (Nabilatuk, Lolachat en Lorengedwat), 16 gemeenten (parishes) en 61 dorpen.